# NGC 2404
NGC 2404 je zvjezdana asocijacija u zviježđu Žirafi. 

## Vanjske poveznice
- SEDS: NGC 2404